# ジャクソン (ケンタッキー州)
ジャクソン (Jackson) は、アメリカ合衆国ケンタッキー州 ブレシット郡 に位置する都市である。2000年現在の国勢調査で、この都市は総人口2,490人である。ここはブレシット郡の郡庁所在地である。

## 地理
ジャクソンは、北緯37度33分11秒、西経83度23分18秒 (37.553012, -83.388249)に位置している。
アメリカ合衆国統計局によると、この都市は総面積7.1 km2 (2.8 mi2) である。このうち6.9 km2 (2.7 mi2) が陸地で0.2 km2 (0.1 mi2) が水地域である。総面積の3.27%が水地域となっている。

## 統計
2000年現在の国勢調査で、この都市は人口2,490人、1,005世帯、及び661家族が暮らしている。人口密度は361.4/km2 (935.4/mi2) である。161.3/km2 (417.4/mi2) の平均的な密度に1,111軒の住宅が建っている。この都市の人種的な構成は白人98.19%、アフリカン・アメリカン0.56%、先住民0.00%、アジア0.64%、太平洋諸島系0.00%、その他の人種0.12%、及び混血0.48%である。ここの人口の0.48%はヒスパニックまたはラテン系である。
1,005世帯のうち、28.9%が18歳未満の子供と一緒に生活しており、44.4%は夫婦で生活している。18.2%は未婚の女性が世帯主であり、34.2%は結婚していない。31.4%は1人以上の独身の居住者が住んでおり、12.3%は65歳以上で独身である。1世帯の平均人数は2.28人であり、結婚している家庭の場合は、2.85人である。
この都市内の住民は20.2%が18歳未満の未成年、18歳以上24歳以下が12.0%、25歳以上44歳以下が26.4%、45歳以上64歳以下が24.9%、及び65歳以上が16.5%にわたっている。中央値年齢は40歳である。女性100人ごとに対して男性は79.1人である。18歳以上の女性100人ごとに対して男性は76.0人である。
この都市内の世帯ごとの平均的な収入は25,272米ドルであり、家族ごとの平均的な収入は33,036米ドルである。男性は33,523米ドルに対して女性は25,179米ドルの平均的な収入がある。この都市の一人当たりの収入 (per capita income) は13,532米ドルである。人口の26.7%及び家族の21.9% は貧困線以下である。全人口のうち18歳未満の35.3%及び65歳以上の18.8%は貧困線以下の生活を送っている。